# Mesotheriidae
Los  mesotéridos o mesoteríidos (Mesotheriidae) son una de las dieciséis familias extintas del Orden extinto Notoungulata, también conocido como ungulados sudamericanos, y pertenece al suborden Typotheria.
La familia Mesotheriidae se clasifica en dos subfamilias; por un lado la subfamilia Trachytheriinae, y por otro Mesotheriinae. La subfamilia Trachytheriinae se encuentra en sedimentos Oligocenos (Deseadense); mientras que los represententes de la subfamilia Mesotheriinae se encuentran desde el Mioceno inferior hasta el Pleistoceno inferior (Ensenadense).
Fueron animales en su mayoría de pequeño a gran tamaño. Se ha propuesto que tendrían una vida similar a la de los wombats de hoy en día, y con hábitos de tipo excavador o fosorial.

## Generalidades
Los mesotéridos eran mamíferos de pequeño a mediano tamaño (entre 22 y 408 kg), probablemente adaptados a un hábito de vida cavador. 
Eran muy comunes en faunas de latitudes altas especialmente del Altiplano Boliviano durante el Mioceno. También han sido encontrados en zonas del Altiplano Chileno (Chucal), Perú, y Argentina. La primera especie descrita fue Mesotherium cristatum. En ese mismo año se describió la misma especie bajo el nombre Typotherium, confusión que fue mantenida durante décadas. Este nombre (Typotherium) es el que finalmente dio nombre al actual suborden Typotheria.

## Registro fósil
Se han hallado múltiples restos y especies de mesotéridos en Argentina, Bolivia, Chile y Perú.   
En Argentina se conocen un total de 5 géneros: Trachytherus, Eutypotherium, Pseudotypotherium, Mesotherium. En Chile 3 géneros: Caraguatypotherium, Eotypotheirum, y Altitypotheirum. En Bolivia se conoce dos géneros (Plesiotypotherium y Microtypotherium); y finalmente el Perú se conoce un género (Trachytherus).    
Del Mioceno Superior de la provincia de La Pampa (Argentina), que proceden básicamente de la Formación Cerro Azul, pero también de la Formación El Palo; de las sedimentitas de la Formación Mariño, aflorantes en el área de Divisadero Largo, en la provincia de Mendoza, Argentina. Y en Perú, de Moquegua, en el suroeste peruano. La Formación Moquegua cubre desde el Oligoceno al Mioceno.  

## Clasificación
- Familia †Mesotheriidae
  - Subfamilia †Fiandraiinae[8]
    - †Fiandraia (Mioceno)
      - †F. romeroi

  - Subfamilia †Trachytheriinae (parafilética)
    - †Trachytherus (?l. Eoceno-l. Oligoceno[9])
      - †T. alloxus
      - †"T. mendocensis"
      - †T. spegazzinianus
      - †T. subandinus
      - †T. ramirezi

  - Subfamilia †Mesotheriinae
    - †Eotypotherium (e. Mioceno[10])
      - †E. chico

    - †Altitypotherium (e. Mioceno[10])
      - †A. chucalensis
      - †A. paucidens

    - †Microtypotherium (m. Mioceno)
      - †M. choquecotense

    - †Eutypotherium (m. Mioceno)
      - †E. lehmannnitschei
      - †E. superans
      - †E. roveretoi

    - †Caraguatypotherium (m.-l. Mioceno[11])
      - †C. munozi

    - †Plesiotypotherium (l. Mioceno)
      - †P. achirense
      - †P. majus

    - †Typotheriopsis (l. Mioceno)
      - †T. chasicoensis
      - †T. silveyrai

    - †Pseudotypotherium (l. Mioceno-?m. Pleistoceno)
      - †P. exiguum
      - †P. subinsigne
      - †P. maendrum

    - †Mesotherium (e.-m. Pleistoceno)
      - †M. cristatum
      - †M. hystatum
      - †M. maendrum
      - †M. pachygnathum

    - †Hypsitherium (Plioceno)
      - †H. bolivianum